# A Couple of Down and Outs
A Couple of Down and Outs er en britisk stumfilm fra 1923 af Walter Summers.

## Medvirkende
- Edna Best som Molly Roarke
- Rex Davis som Danny Creath
- George Foley som P.C. Roake
- Philip Hewland